# Selecció de futbol de Cambodja
La selecció de futbol de Cambodja (khmer: ក្រុមបាល់ទាត់ជម្រើសជាតិកម្ពុជា) és la selecció de futbol masculina del regne de Cambodja, gestionat per la Federació de Futbol de Cambodja. (FFC). Entre el 1970 i el 1975 va ser coneguda com a Selecció de futbol de la República Khmer. En la Copa d'Àsia de 1972 va quedar en quarta posició, el seu millor resultat històric. L'equip va ser fundat el 1933, afegint-se a la FIFA el 1953. Un dels millors jugadors de la història de la selecció cambodjana va ser Hok Sochetra. A principis del segle xxi va estar considerat com un dels dos millors davanters del sud-est asiàtic, juntament amb el tailandès Kiatisuk Senamuang. El 1997 Hok Sochetra va guanyar el trofeu al millor jugador del sud-est asiàtic, el trofeu Pilota d'Or de Sanyo.
Els colors que llueix la selecció cambodjana quan juga com a local són el blau i el negre.

## Resultats històrics

### Copa del Món
| Estadístiques classificació asiàtica | Estadístiques classificació asiàtica | Estadístiques classificació asiàtica | Estadístiques classificació asiàtica | Estadístiques classificació asiàtica | Estadístiques classificació asiàtica | Estadístiques classificació asiàtica | Estadístiques classificació asiàtica |
| Any                                  | Ronda                                | Partits                              | Victòries                            | Empats                               | Derrotes                             | GF                                   | GC                                   |
| ------------------------------------ | ------------------------------------ | ------------------------------------ | ------------------------------------ | ------------------------------------ | ------------------------------------ | ------------------------------------ | ------------------------------------ |
| 1930 - 1994                          | No hi va participar                  | No hi va participar                  | No hi va participar                  | No hi va participar                  | No hi va participar                  | No hi va participar                  | No hi va participar                  |
| 1998                                 | No va classificar-se                 | 6                                    | 0                                    | 1                                    | 5                                    | 2                                    | 27                                   |
| 2002                                 | No va classificar-se                 | 6                                    | 0                                    | 1                                    | 5                                    | 2                                    | 22                                   |
| 2006                                 | No hi va participar                  | No hi va participar                  | No hi va participar                  | No hi va participar                  | No hi va participar                  | No hi va participar                  | No hi va participar                  |
| 2010                                 | No va classificar-se                 | 2                                    | 0                                    | 0                                    | 2                                    | 1                                    | 5                                    |
| 2014                                 | No va classificar-se                 | 2                                    | 1                                    | 0                                    | 1                                    | 6                                    | 8                                    |
| 2018                                 | No va classificar-se                 | 10                                   | 1                                    | 1                                    | 8                                    | 5                                    | 28                                   |
| 2022                                 | Per jugar                            | -                                    | -                                    | -                                    | -                                    | -                                    | -                                    |
| Total                                | 0/21                                 | 23                                   | 2                                    | 3                                    | 21                                   | 16                                   | 90                                   |

## Seleccionadors
| Nom                     | Període                       | Partits | Victòries | Empats | Derrotes | Victòries% |
| ----------------------- | ----------------------------- | ------- | --------- | ------ | -------- | ---------- |
| Vladimír Mirka          | ca. 1965                      |         |           |        |          |            |
| Joachim Fickert         | juny 1996 – gener 2003        |         |           |        |          |            |
| Som Saran               | 2003 – juny 2005              | 4       | 0         | 0      | 4        | 0%         |
| Scott O'Donnell         | juliol 2005 – desembre 2007   | 15      | 2         | 3      | 10       | 13.33%     |
| Yoo Kee-heung           | desembre 2007 – juliol 2008   | 2       | 1         | 0      | 1        | 50%        |
| Prak Sovannara          | juliol 2008 – maig 2009       | 12      | 3         | 1      | 8        | 27%        |
| Scott O'Donnell         | juny 2009 – agost 2010        | 0       | 0         | 0      | 0        | 0%         |
| Lee Tae-Hoon            | agost 2010 – maig 2012        | 10      | 3         | 2      | 5        | 40%        |
| Hok Sochetra            | juliol 2012 – octubre 2012    | 5       | 0         | 1      | 4        | 0%         |
| Prak Sovannara          | desembre 2012 – setembre 2013 | 2       | 0         | 0      | 2        | 0%         |
| Kazunori Ohara (interí) | abril 2015                    | 4       | 1         | 1      | 2        | 25%        |
| Lee Tae-Hoon            | setembre 2013 –               | 34      | 13        | 2      | 19       | 38%        |

## Palmarès
- Copa d'Àsia

Quarta plaça (1): 1972
- Copa del President de Corea

Campions (1): 1973
- Copa de la Independència de Vietnam del Sud[6]

Campions (1): 1972
- Torneig de l'aniversari de Jakarta

Tercera plaça (1): 1972